# The New York Times Company
The New York Times Company er et amerikansk mediehus, der blandt andet udgiver avisen ved samme navn, The New York Times. Den nuværende bestyrelsesformand for mediehuset er Arthur Ochs Sulzberger Jr., der har bestredet posten siden 1997. Mediehuset har hovedkontor på Manhatten i New York. Firmaet har haft udgivelser på diverse medier i mere end 160 år, og der er udkommet mere end 58.000 udgaver af flagskibet The New York Times siden den første udgivelse i 1851.

## Historie
Firmaet blev stiftet af Henry Jarvis Raymond og George Jones i New York. Den første udgave af The New York Times blev udgivet den 18. september 1851, med ordene ”Vi udgiver i dag den første udgave af New-York Daily Times, og vi agter at udkomme hver morgen (undtagen søndage) i en ubestemt række år.”.
Allerede året efter forsøger stifterne sig med et nyt initiativ, da de begynder at udgive The Times of California. Avisen trykkes i New York, og udkommer i Californien hver gang en både har taget turen rundt om Kap Horn, og lægger til havn i Californien. Avisen dør dog, da flere lokale avistrykkerier begynder med deres egne udgivelser i Californien.
I 1856 spiller firmaet en stor rolle i udviklingen af organisationen Associated Press, hvor stifteren, Henry Jarvis Raymond, bliver indsat som direktør.
Grundet den store efterspørgsel på nyheder om Den Amerikanske Borgerkrig, begynder flere aviser, herunder New York Times, at udkomme om søndagen i 1861. Som førende medlem af Associated Press sørger New York Times for, at nyheder om borgerkrigen fra regeringen fremover skal udkomme via telegrammer til Associated Press. Før havde det været normen, at den amerikanske regering havde udleveret nyheder til medier, alt efter hvor vellidte de var.
Grundet New York Times kendte pro-unions og anti-slaveri holdning, var bygningen på Manhatten et oplagt mål, da der i 1862 udbryder optøjer i New York, som protest mod den obligatoriske værnepligt. Med Raymond i front forsvarer journalisterne på avisen deres bygning med rifler og et maskingevær, som får demonstranterne til at angribe New York Tribune i stedet.
I 1870’erne består New Yorks befolkning af 25% tyskere. Avisen begynder derfor at trykke et tysksproget tillæg, som udkommer med den almindelige avis i 1870.
I 1905 flytter New York Times ind i deres ikoniske bygning, Times Towers, og nyhederne udgives efterfølgende herfra. To år senere starter nytårstraditionen, da en stor oplyst bold sænkes ned på toppen af Times Towers for at varsle det nye års komme. Allerede i 1913 er redaktionen dog blevet for stor til bygningen, og mediehuset opkøber derfor en bygning på 229 West 43rd Street, som virker som firmaets hovedkontor indtil 2007. Times Towers sælges i 1961 til Douglas Leigh, der river alle vægge i bygningen ned, og genopfører bygningen som Allied Chemical Building i 1963.
Efterkrigstiden er præget af udviklingen af nye formater, og en ekspansion af nyhedsformidlingen, både på nationalt plan i USA, men også internationalt med udviklingen af International Herald Tribune. Vigtige begivenheder er eksempelvis udgivelsen af Time Magazine og begyndelse af printningen af International Herald Tribune i både London og Paris i 1974. Firmaet begynder også en relancering af New York Times som en national avis i 1976-77 med udvidelser til New Jersey og Connecticut, hvilket eskalerer til at avisen bliver landsdækkende i USA i 1980. Derudover indføres flere kerne elementer hos New York Times i disse år, eksempelvis ved indførslen af det daglige krydsordsspil i 1950, Op-Ed siden får sin debut i 1970 og fokusset på specialiserede finans, viden og kunst sektioner i avisen op gennem 1970’erne og 1980’erne.
I 2008 indgår New York Times Company en række samarbejder med selskaber som CNBC og LinkedIn om at udvide dækningen af finans- og teknologinyheder, og muligheden for befolkningen for at få adgang til disse. Dette udmønter sig i fælles portaler for eksempelvis teknologi nyheder, og en fokuseret integration med LinkedIn for at gøre indholdet mere målrettet. Midt i 2000’erne udvikler firmaet også flere teknologiske løsninger, såsom mobiludgaven af nytimes.com i 2006 og iPhone applikationen til nyhedsmediet i 2008.
2010’erne er præget af udviklingen af nyhedsformidling, både teknologisk med applikationer til diverse smartphone styresystemer, men også med nyheder i Virtual Reality i 2015, samt introduktionen af nyheder i det sociale medie Snapchat. Derudover sker der også en ekspansion af mere specifikke nyhedsmedier, såsom udviklingen af India Ink og Science Times China på den geografiske front, og Bits, Times Journeys og The Upshot. International Herald Tribune omdøbes i disse år også til International New York Times.

### Investeringer og andre forretninger
Firmaet gik i november 1994 ind i kabel-tv industrien, med et opkøb på 40% af Popcorn Channel – en kanal som primært sender trailere for kommende filmudgivelser. Firmaet opkøbte 1. januar 2003 The Washington Post’s ejerandel på 50% i International Herald Tribune (IHT) for 410 millioner kroner, og blev dermed ene ejer af avisen. Den 18. marts 2005 opkøbte mediehuset yderligere hjemmesiden About.com, der leverer forbrugerinformation, for 2,6 milliarder kroner. I 2005 udmeldte mediehuset at denne investering havde genereret et overskud på 21,5 milliarder kroner til investorerne. Af andre investeringer kan nævnes opkøbet af Baseline StudioSystems, en online database og forskningsservice rettet mod film og tv industrien, i 2006.
Mediehuset valgte i 2006 at sælge datterselskabet, Broadcast Media Group, der bestod af ni lokale tv-stationer, deres hjemmesider og digitale operationscenter. I 2009 valgte firmaet yderligere at sælge sin radiostation WQXR til det store New York-baserede, offentlige radiokonglomerat WNYC, som omdannede kanalen til en reklamefri, taleradio kanal. Andre relevante frasalg i nyere tid omfatter salget af Reginal Media Group i 2011, tilbagesalget af Baseline StudioSystems i 2011 og overdragelsen af The Boston Globe og andre New England specifikke medier til John W. Henry, ejeren af Boston Red Sox, i 2013. Salgene skete ifølge mediehuset for at sikre, at man ville fokusere mere på sine kerneprodukter.
I 2011 udmeldte mediehuset, at printsalget af The New York Times var så faldende, at man ville opsætte betalingsmure på avisens hjemmeside. I 2012 kunne de rapportere en beskeden succes med tiltaget, der havde resulteret i en stigning i på flere hundrede tusinde abonnenter, og omkring 630 millioner kroner i årlig omsætning.

## Nuværende ejerskaber
De store nyhedsmedier firmaet sidder inde med er New York Times og International New York Times. Disse brands har flere relaterede nyhedssites tilknyttet, som eksempelvis Time Magazine, TimesDigest og The New York Times Bookreview. Derudover ejer selskabet flere affilierede selskaber, som dog ikke primært leverer nyheder, herunder Times Books, Times Wine Club og NYTLive, for blot at nævne nogle enkelte.
Firmaet har også fuldt ejerskab over flere virksomheder, der ikke direkte i brand er tilknyttet Times-branded. Her kan nævnes Wirecutter, Blogrunner og AbuzzTechnologies. Firmaet har også flere offentlige investeringer i en række virksomheder.
Firmaet har tidligere gjort sig i flere regionale og lokale medier, såvel TV, radio og aviser, men disse er alle solgt over de sidste 15 år.

## Prisuddelinger
Firmaet sponserer en række nationale og lokale prisuddelinger, som skal være med til at rejse opmærksomhed om individer og organistioner i forskellige felter.
I 2007 sponserede organisationen sin første pris, Nonprofit Excellence Award, som blev givet til fire organisationer, for deres præstationer i management. Der var kun fire nonprofit organisationer nominerede.
Sammen med Carnagie og American Library Association uddeler The New York Times Company en pris, der skal hædre lokale bibliotikarer for deres arbejde for forskellige områder. Den første I Love My Librariran!-pris blev uddelt til ti modtagere i december 2008.
I maj 2009 lancerede firmaet The New York Times Outstanding Playwright Award, som udover en meget lang titel, udmærker sig ved at hædre manuskriptforfattere, som skriver manuskripter til teater, og som for nylig har haft deres professionelle debut på New Yorks teaterscener. Den første modtager af prisen var Tarell Alvin McCraney, for sit stykke "The Brothers Size" i 2010.

## Eksterne Links
- https://www.nytco.com - New York Times Company's hjemmeside
- https://www.nytco.com/who-we-are/culture/our-history/#1835-1880 - New York Times Company's historie